# Auðunn Atlason

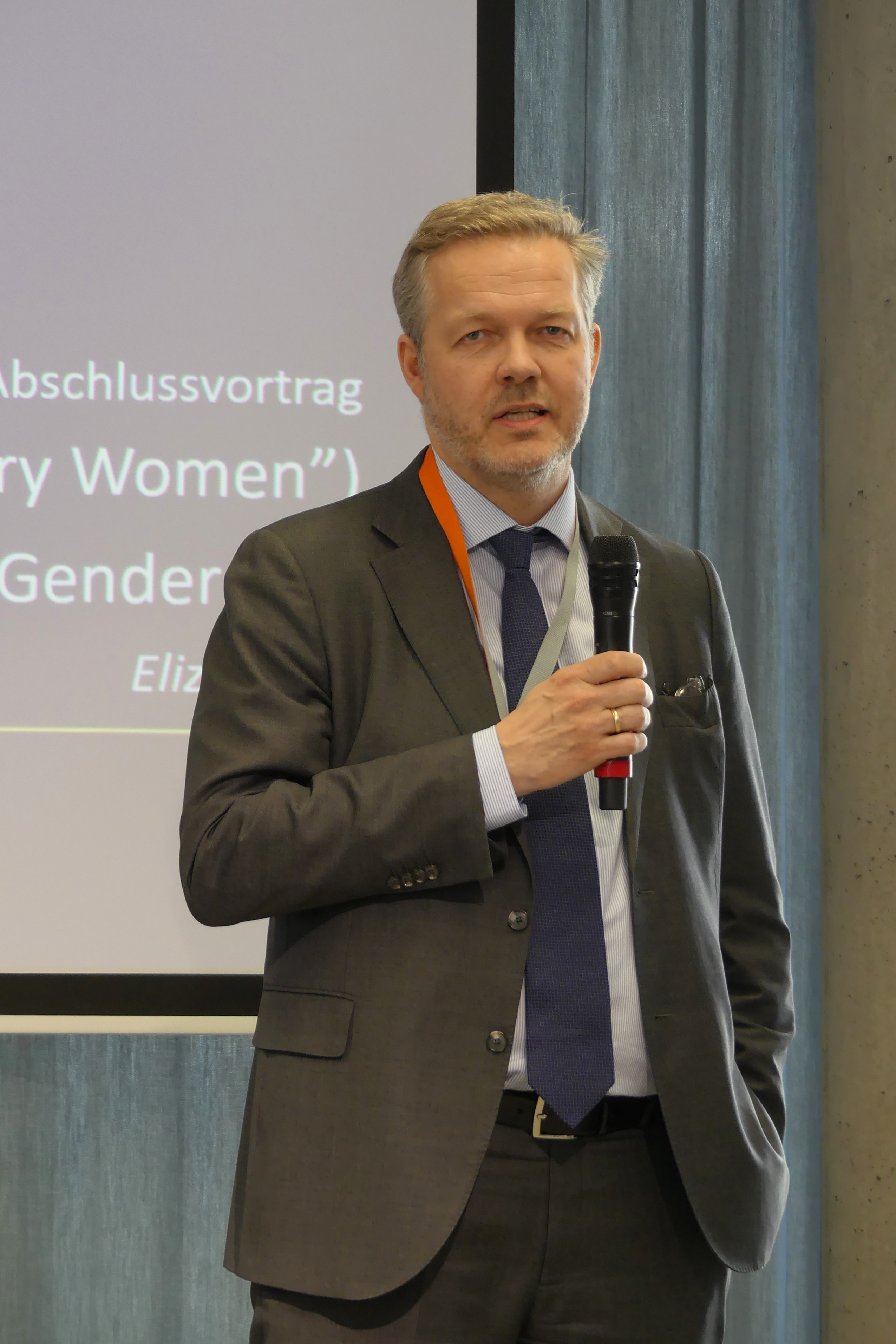
Auðunn Atlason, 2025

Auðunn Atlason (geboren 4. Februar 1971 in Reykjavik) ist ein isländischer Diplomat und Botschafter Islands in Deutschland.

## Beruflicher Werdegang
Auðunn Atlason schloss ein Studium an der Freien Universität Berlin 1996 mit einem Diplom in Politikwissenschaft ab. Anschließend arbeitete er in mehreren Funktionen im Parlament und im Außenministerium Islands. 2002 wurde er Botschaftsrat an der Botschaft von Island in Washington D.C. (USA), 2006 Stellvertretender Missionschef an der isländischen Botschaft in Neu-Delhi (Indien). 2008 kehrte er nach Island zurück und übernahm für einige Jahre verschiedene Positionen im isländischen Außenministerium in den Bereichen Verteidigung, Außenhandel, Europapolitik und Information. 
2013 trat Auðunn Atlason die Position des Botschafters von Island in Österreich an und wurde zugleich nicht ansässiger Botschafter in Slowenien, der Tschechischen Republik, Ungarn, der Slowakischen Republik sowie Bosnien und Herzegowina.  Zusätzlich übernahm er die Positionen des Ständigen Vertreters Islands bei der OSZE in Wien, bei der IAEO, der CTBTO und der UNOV. 
Ab 2016 war Auðunn Atlason in leitenden Positionen erneut im isländischen Außenministerium tätig.  Er übernahm u. a. Aufgaben in den Bereichen Personalmanagement sowie Sicherheit und Internationales. 2020 trat er den Posten des isländischen Botschafters in Finnland an und wurde zugleich nicht ansässiger Botschafter für die drei baltischen Staaten Estland, Lettland und Litauen. 2022 berief ihn die isländische Premierministerin Katrin Jakobsdóttir zu ihrem Politikberater. 
2024 löste er als isländischer Botschafter in Deutschland María Erla Marelsdóttir auf diesem Posten ab.  Am 4. September 2024 wurde er von Bundespräsident Frank-Walter Steinmeier in diesem Amt akkreditiert. Im selben Jahr übernahm er erneut das Amt des nicht ansässigen Botschafters für die Tschechische Republik.

## Privates
Auðunn Atlason ist verheiratet und hat vier Kinder. Neben Isländisch spricht er Deutsch und Englisch sowie Dänisch, Schwedisch und Norwegisch.